# Neutralisation (Chemie)

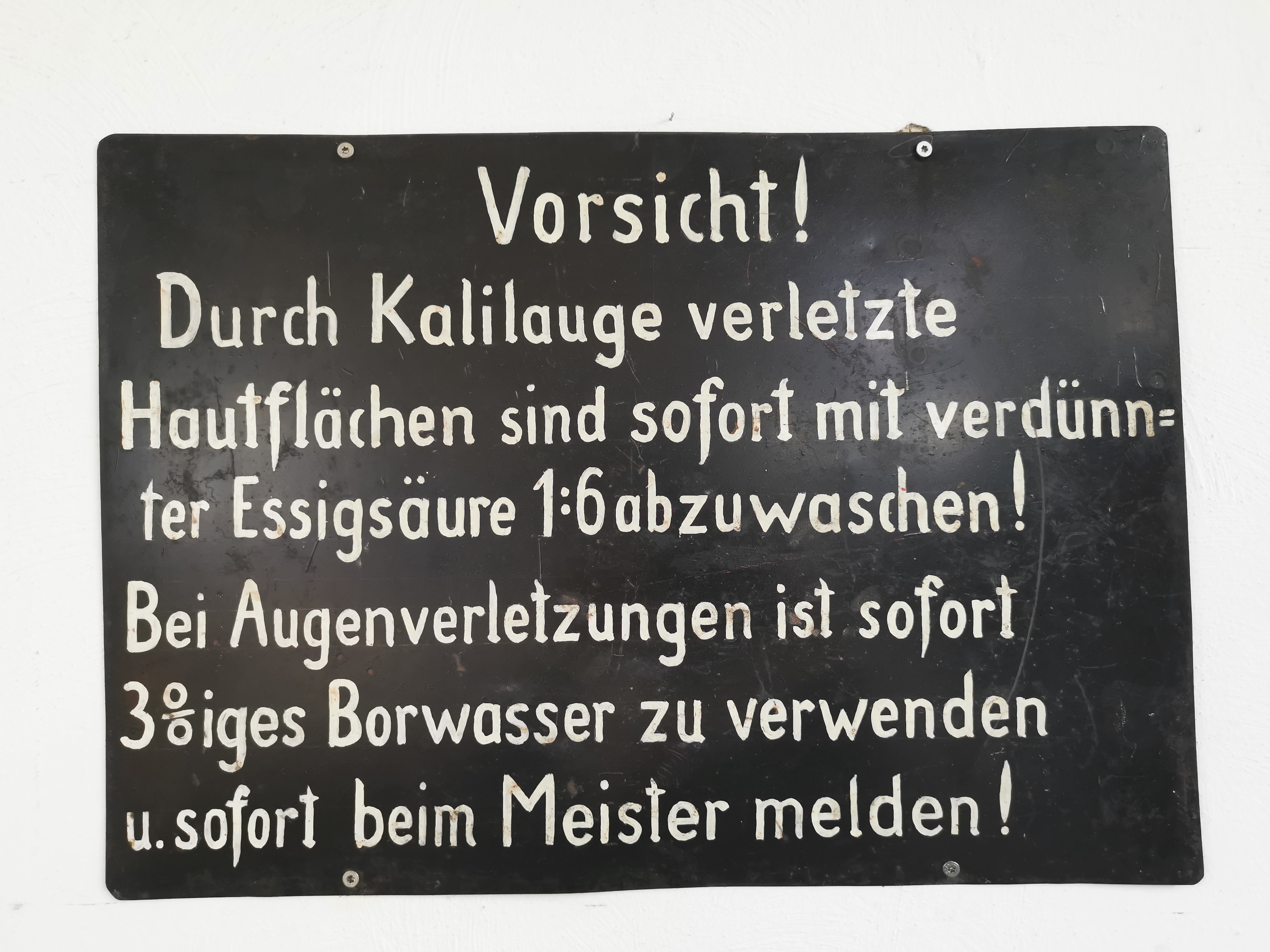
Schild in einer Bahnwerkstatt

Unter einer Neutralisation oder Neutralisationsreaktion wird in der Chemie die Reaktion von gleichen Mengen Säuren und Basen verstanden.
In der Regel finden die Reaktionen in wässrigen Lösungen statt. Starke Säuren bilden in Wasser vollständig gelöste H3O+-Ionen, starke Basen vollständig gelöste OH−-Ionen. Werden solche Lösungen zusammengegeben, reagieren Oxoniumionen und Hydroxidionen zu Wasser.
{\displaystyle \mathrm {H_{3}O^{+}+OH^{-}\rightleftharpoons \ 2\ H_{2}O} }
Säure + Base reagiert zu Wasser
Eine Säure und eine Base sind vollständig neutralisiert, wenn der Neutralpunkt, also der pH-Wert 7, erreicht wird. Die Neutralisation setzt große Energiemengen frei, es handelt sich um eine exotherme Reaktion, es wird Wärmeenergie, die Neutralisationswärme, frei.
Hierbei steigt die Heftigkeit der Reaktion mit der verwendeten Konzentration: Während bei einer Reaktion mit Konzentrationen von c = 1 mol/l kaum Effekte sichtbar sind, verlaufen Neutralisationen mit hohen Konzentrationen der Reaktionspartner (z. B. mit 98-prozentiger Schwefelsäure) unter Umständen überaus heftig und sind dementsprechend gefährlich.
Beispielreaktion
{\displaystyle \mathrm {H_{3}O_{(aq)}^{+}+Cl_{(aq)}^{-}+Na_{(aq)}^{+}+OH_{(aq)}^{-}\longrightarrow \ Na_{(aq)}^{+}+Cl_{(aq)}^{-}+2\ H_{2}O} }
Salzsäure + Natronlauge reagiert zu in Wasser gelöstem Natriumchlorid und Wasser [(aq) = Hydrathülle].
Wird eine schwache Säure (niedriger Dissoziationsgrad) mit einer starken Base (hoher Dissoziationsgrad) oder eine schwache Base mit einer starken Säure neutralisiert, kann der pH-Wert, bei dem eine vollständige Neutralisation vorliegt, unterschiedlich aufgefasst werden. Der pH-Wert 7 entspricht dem Wert von reinem Wasser und wird als neutral bezeichnet. Die Komponenten der Säuren und Basen liegen beim Neutralpunkt aber nicht in gleicher Menge vor. In der Chemie wird bei einer vollständigen Neutralisation der pH-Wert beim Äquivalenzpunkt bevorzugt als neutral bezeichnet. Hier liegen Säuren und Basen in gleicher Menge vor, der pH-Wert weicht aber von 7 ab.